# Vicente Enrique y Tarancón
 (avril 2025).
Si vous disposez d'ouvrages ou d'articles de référence ou si vous connaissez des sites web de qualité traitant du thème abordé ici, merci de compléter l'article en donnant les références utiles à sa vérifiabilité et en les liant à la section « Notes et références ».
Vicente Enrique y Tarancón, né à Burriana, en Espagne, le 14 mai 1907 et mort à Valence le 28 novembre 1994, est un cardinal espagnol de l'Église catholique du XXe siècle, créé par le pape Paul VI.

## Biographie
Vicente Enrique y Tarancón étudie  à Tortosa et à Valence. 
Enrique  est nommé évêque de Solsona en 1945. En 1964 il est promu archevêque d'Oviedo et en  1969 archevêque de Tolède. Il assiste  au Concile Vatican II (1962-1965). Enrique est secrétaire (1953) et président (1971-1981) de la Conférence épiscopale espagnole. Il s'est souvent vivement opposé à Franco.
Le pape Paul VI le crée cardinal lors du consistoire du 28 avril 1969. En 1971 il est transféré à l'archidiocèse de Madrid-Alcalá. Il participe aux deux conclaves de 1978 (élections de Jean-Paul Ier et Jean-Paul II).